# Densen Uta
Densen Uta (伝染歌?) es una película de terror japonesa estrenada en 2007, producida por Shochiku Corporation y dirigida por Masato Harada. La mayor parte de su elenco se compone de miembros de AKB48.

## Argumento
Anzu Natsuno, una estudiante de una escuela de secundaria femenina, camina por el pasillo cuando le atrae una misteriosa melodía procedente del auditorio. Allí, encuentra a su compañera Kana cantando y, se suicida ante ella. Días después, Anzu se encuentra con Riku Nagase, columnista de la revista que está investigando la leyenda urbana sobre la Densen Uta, o canción contagiosa, que hace que quien la canta se suicide.
Con el fin de verificar la leyenda urbana, Riku convence a Anzu y sus amigas para que canten la canción, que asienten a regañadientes. Poco después, una por una, las chicas comienza a morir.

## Reparto
- Ryūhei Matsuda como Riku Nagase
- Yūsuke Iseya como Taichi
- Atsuko Maeda como Kana Takahashi
- Yūko Ōshima como Apricot (Anzu) Natsuno
- Sayaka Akimoto como Shuri Matsuda
- Haruna Kojima como Kiriko
- Yoshino Kimura como Ranko Kaburagi
- Hiroshi Abe como Jake
- Minami Takahashi como Ai
- Minami Minegishi como Rumi Inoue
- Erena Ono como Sae Miyaguchi
- Tomomi Kasai como Asuka Kumoi
- Kayo Noro como Miki Oribe
- Sae Miyazawa como C-chan
- Michiru Hoshino como Michiko Goi
- Shōko Ikezu como Riki Nagase / Enma
- Satoru Matsuo como Otaku Soldier
- Yasunari Takeshima como Bazooka
- Toshihiro Yashiba como Shin'ya Kudō
- Yasuto Kōsuda como Padre de Anzu

## Canción del suicidio
La leyenda urbana cuenta que si cantas la canción Boku no hana sientes deseos de suicidarte. La canción la interpreta el grupo AKB48.